# فرد كار
فرد كار (بالإنجليزية: Fred Carr)‏ هو لاعب كرة قدم أمريكية أمريكي، ولد في 19 أغسطس 1946 في فينيكس في الولايات المتحدة، وتوفي في 19 فبراير 2018 بسبب سرطان البروستاتا.

## وصلات خارجية
- فرد كار على موقع كلية كرة السلة في سبورتس رفرنس.كوم (الإنجليزية)
- فرد كار على موقع مرجع كرة القدم المحترفة.كوم (الإنجليزية)